# آکینو (خواننده)
آکینو (به انگلیسی: Akino) با نام کامل آکینو کاوامیتسو (به انگلیسی: Akino Kawamitsu) (زاده ۳۱ دسامبر ۱۹۸۹) خواننده آمریکایی-ژاپنی است.